# Gavin Astor, 2. Baron Astor of Hever
Gavin Astor, 2. Baron Astor of Hever (* 1. Juni 1918; † 28. Juni 1984 in Tillypronie, Aberdeenshire) war ein britischer Adliger und Verleger. 

## Leben

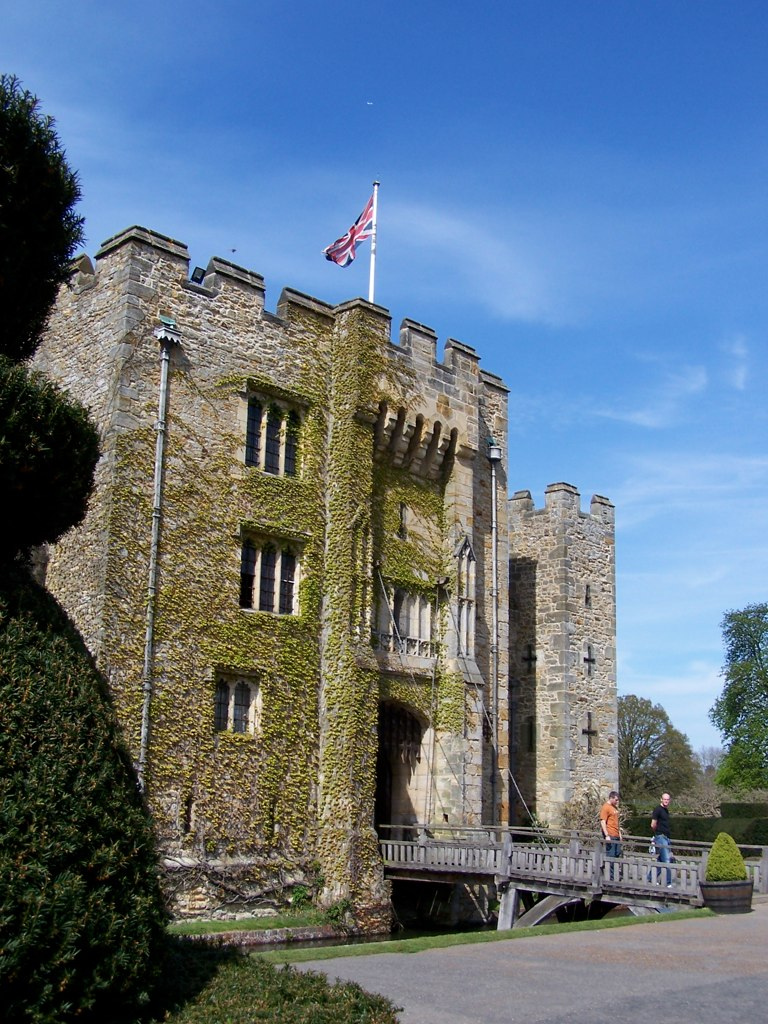
Hever Castle in Kent, der Landsitz von Gavin Astor

Er war der älteste Sohn von John Jacob Astor, 1. Baron Astor of Hever und seiner Ehefrau Violet Elliot-Murray-Kynynmound.
Er hat einen Abschluss vom Eton College und vom College of St. Mary. Im Zweiten Weltkrieg diente er als Captain bei den Life Guards. 1955 wurde er zum High Sheriff of Sussex befördert. 1956 wurde er Deputy Lieutenant (D.L.) of Sussex, 1966 Deputy Lieutenant (D.L.) of Kent. 1972 wurde er Custos Rotulorum of Kent sowie Lord Lieutenant of Kent. Er war Vorstand bzw. Geschäftsführer bei verschiedenen Unternehmen insbesondere der Verlagsbranche.
Beim Tod seines Vaters 1971 erbte er dessen Adelstitel, einschließlich des damit verbundenen Sitzes im House of Lords, sowie dem Familiensitz Hever Castle in Kent.
Am 4. Oktober 1945 heiratete er Lady Irene Violet Freesia Janet Augusta Haig, Tochter des 1. Earl Haig.
 Aus der Ehe stammen fünf Kinder:
- John Astor, 3. Baron Astor of Hever (* 1946)
- Bridget Mary Astor (* 1948)
- Elizabeth Louise Astor (* 1951)
- Sarah Violet Astor (* 1953)
- Philip Douglas Paul Astor (* 1959)

Am 28. Juni 1984 starb er im Alter von 66 Jahren an Krebs, seinen Adelstitel erbte sein ältester Sohn.